# Kamisli
Kamisli (arab: القامشلي, kurd: Qamişlo, angol átírás: Qamishli) város Szíria északkeleti részén, a török határ mellett. Az azonos nevű körzet székhelye a Haszaka kormányzóságban. A 2004-es népszámláláskor 184 ezer fő lakosa volt.

## Demográfia
Etnikailag túlnyomórészt arabok, kurdok, asszírok és örmények lakják. A polgárháború előtt vallásilag majdnem negyede keresztény volt.

## Éghajlat
A Köppen éghajlati besorolása: „Csa” (forró nyarú mediterrán éghajlat). 
A nyár száraz és forró; míg a tél általában hideg és nedves. Január a leghidegebb hónap, átlagosan 9-10 esős nappal. Ekkor a napi átl. max. hőm. 10,5 °C, az átl. min. hőm. 2,3 °C. Július az év legforróbb hónapja, ekkor a napi átl. max. hőm. 40 °C, az átl. min. hőm. 23 °C. 
Május végétől októberig csapadék nagyon ritkán hull. Mintegy 53 esős nap fordul elő egy évben, összesen kb. 440 mm évi csapadékkal. Az évi napsütéses órák száma átlagosan 2970 óra.

## Fordítás
- Ez a szócikk részben vagy egészben  a   Qamishli című angol Wikipédia-szócikk fordításán alapul.  Az eredeti cikk szerkesztőit annak laptörténete sorolja fel. Ez a jelzés csupán a megfogalmazás eredetét és a szerzői jogokat jelzi, nem szolgál a cikkben szereplő információk forrásmegjelöléseként.